# Gmina wiejska o miejskich uprawnieniach finansowych
Gmina wiejska o miejskich uprawnieniach finansowych (lub gmina wiejska o charakterze miejskim) – rodzaj jednostki administracyjnej funkcjonującej w okresie II Rzeczypospolitej w latach 1924–1939, kontynuowanej następnie w okresie PRL w latach 1946–1954 (ostatnie nadania uprawnień odbyły się w 1950 roku).
Nowa kategoria gmin wiejskich została wprowadzona Ustawą z dnia 11 sierpnia 1923 roku o tymczasowem uregulowaniu finansów komunalnych. Gminy te nie były uważane za miasta, a ich ludności nie traktowano jako miejskiej w statystykach demograficznych. Ustawa wprowadziła także obocznie gminy miejskie o wiejskich uprawnieniach finansowych, które jednak w praktyce się nie pojawiały.
Nadawanie gminom wiejskim miejskie uprawnienia miało znaczenie dla urbanizacji Polski międzywojennej, np. część tych miejscowości podniesiono w późniejszych latach do rangi miast (ok. 1/3 miejscowości).
W sumie powstały 104 gminy wiejskie o miejskich uprawnieniach finansowych. ZAMiO podaje liczbę 98, lecz nie uwzględnia 6 gmin włączonych po wojnie do ZSRR; pomija też Wielkie Oczy. Podaje natomiast błędnie Miasteczko Śląskie (posiadające za II RP prawa miejskie, a w PRL, jako gmina wiejska, miejskiego statusu finansowego nie posiadające). ZAMiO błędnie wyodrębnia też Maczki, Porąbkę i Ostrowy Górnicze, które co prawda będąc od 1950 roku częściami gminy Kazimierz o miejskich uprawnieniach finansowych, gmin odrębnych jednak nie stanowiły. Publikacja podaje też jednorazowo gminę Czechowice-Dziedzice, mimo że miejski status finansowy posiadały także gminy Czechowice i Dziedzice oddzielnie za II RP oraz przejściowo w PRL (razem więc 3 jednostki). Jednorazowo została też podana gmina Strzemieszyce Wielkie, mimo że status ten posiadała też wcześniej terytorialnie odrębna gmina Strzemieszyce (razem więc 2 jednostki). Saldo: 98 + 6 + 1 – 1 – 3 + 2 + 1. Zastrzeżenia budzi też uwzględnienie gminy Okęcie, na której temat informacje nie są zgodne z podanym źródłem (pomijając tę gminę saldo wyniosłoby 103 gminy).
Na uwagę zasługuje fakt iż uprawnienia finansowe dotyczyły głównie gmin stanowiących jedną miejscowość. Na obszarze byłych zaborów pruskiego i austriackiego do 1934 r. (reformy scaleniowej) istniały tylko jednostkowe gminy wiejskie, natomiast na terenie byłego Królestwa Polskiego gminy uzyskujące uprawnienia finansowe często składały się wyjątkowo z jednej miejscowości.
Po wojnie, na mocy Rozporządzenia z dnia 20 stycznia 1947 (z mocą obowiązującą od 1 stycznia 1946) do gmin wiejskich o charakterze miejskim zaliczono 65 miejscowości, w tym 44 w woj. śląskim. Jednostka przestała istnieć z dniem 29 września 1954 w związku ze zniesieniem gmin i wprowadzeniem gromad i osiedli.

## Wykaz gmin
W tabelach zachowano oryginalną ortografię.

### Województwo śląskie / katowickie / stalinogrodzkie
Gminy istniejące po wojnie (zbiorowe o charakterze jednostkowym) podlinkowano do artykułów o gminach nawet jeżeli funkcjonowały przed wojną jako gminy jednostkowe. Gminy funkcjonujące tylko przed wojną (wyłącznie jednostkowe) podlinkowano do artykułów o miejscowościach.
| Herb | Gmina                                                                        | Od         | Do         | Od         | Do         | Powiat                            |
| ---- | ---------------------------------------------------------------------------- | ---------- | ---------- | ---------- | ---------- | --------------------------------- |
|      | Bielszowice                                                                  | 1924-06-17 | 1939       | 1946-01-01 | 1951-03-31 | katowicki                         |
|      | Bobrek-Karb                                                                  | –          | –          | 1946-01-01 | 1951-03-31 | bytomski                          |
|      | Bogucice                                                                     | 1924-06-17 | 1924-10-14 | –          | –          | katowicki                         |
|      | Brzezinka                                                                    | –          | –          | 1946-01-01 | 1951-03-31 | katowicki                         |
|      | Brzeziny Śląskie                                                             | –          | –          | 1946-01-01 | 1951-08-07 | tarnogórski                       |
|      | Brzozowice-Kamień                                                            | 1936-04-01 | 1939       | 1946-01-01 | 1954-11-12 | świętochłowicki / tarnogórski     |
|      | Chorzów                                                                      | 1924-06-17 | 1934-06-30 | –          | –          | katowicki                         |
|      | Chropaczów                                                                   | 1924-06-17 | 1939       | 1946-01-01 | 1951-03-31 | świętochłowicki / katowicki       |
|      | Chruszczów                                                                   | –          | –          | 1946-01-01 | 1951-03-31 | bytomski                          |
|      | Czechowice                                                                   | 1924-06-17 | 1939       | –          | –          | bielski                           |
|      | Czechowice-Dziedzice                                                         | –          | –          | 1946-01-01 | 1950-12-31 | bielski                           |
|      | Czerwionka                                                                   | 1937-04-01 | 1939       | 1946-01-01 | 1954-11-12 | rybnicki                          |
|      | Dąb                                                                          | 1924-06-17 | 1924-10-14 | –          | –          | katowicki                         |
|      | Dąbrówka Mała                                                                | 1924-06-17 | 1939       | 1946-01-01 | 1951-03-31 | katowicki                         |
|      | Dąbrówka Wielka                                                              | –          | –          | 1946-01-01 | 1954-09-28 | tarnogórski                       |
|      | Dziedzice                                                                    | 1924-06-17 | 1939       | –          | –          | bielski                           |
|      | Godula                                                                       | 1933-04-01 | 1939       | 1946-01-01 | 1951-03-31 | katowicki                         |
|      | Grodziec                                                                     | –          | –          | 1946-01-01 | 1951-08-07 | będziński                         |
|      | Hajduki Nowe                                                                 | 1933-07-01 | 1934-06-30 | –          | –          | świętochłowicki                   |
|      | Hajduki Wielkie                                                              | 1924-06-17 | 1939-03-31 | –          | –          | świętochłowicki                   |
|      | Janów                                                                        | 1926-01-01 | 1939       | 1946-01-01 | 1951-03-31 | katowicki                         |
|      | Kalety                                                                       | –          | –          | 1946-01-01 | 1950-12-31 | lubliniecki                       |
|      | Kazimierz                                                                    | –          | –          | 1950-01-01 | 1954-11-12 | będziński                         |
|      | Kędzierzyn                                                                   | –          | –          | 1946-01-01 | 1951-03-11 | kozielski (od 1950 woj. opolskie) |
|      | Knurów                                                                       | 1933-08-01 | 1939       | 1946-01-01 | 1950-12-31 | rybnicki                          |
|      | Kochłowice                                                                   | 1924-06-17 | 1939       | 1946-01-01 | 1951-03-31 | katowicki                         |
|      | Kończyce                                                                     | –          | –          | 1946-01-01 | 1951-03-31 | katowicki                         |
|      | Lipiny                                                                       | 1924-06-17 | 1939       | 1946-01-01 | 1951-03-31 | świętochłowicki / katowicki       |
|      | Łagiewniki                                                                   | 1924-06-17 | 1939       | 1946-01-01 | 1951-03-31 | świętochłowicki / katowicki       |
|      | Łaziska Górne                                                                | –          | –          | 1946-01-01 | 1950-12-31 | pszczyński                        |
|      | Michałkowice                                                                 | –          | –          | 1946-01-01 | 1951-03-31 | katowicki                         |
|      | Miechowice                                                                   | –          | –          | 1946-01-01 | 1951-03-31 | bytomski                          |
|      | Mikulczyce                                                                   | –          | –          | 1946-01-01 | 1951-03-31 | bytomski                          |
|      | Niedobczyce                                                                  | –          | –          | 1946-01-01 | 1954-11-12 | rybnicki                          |
|      | Niwka                                                                        | –          | –          | 1946-01-01 | 1953-09-11 | bytomski                          |
|      | Nowy Bytom (przed wojną Bytom Nowy)                                          | 1924-06-17 | 1939       | 1946-01-01 | 1946-12-31 | świętochłowicki / katowicki       |
|      | Orzegów                                                                      | 1924-06-17 | 1939       | 1946-01-01 | 1951-03-31 | świętochłowicki / katowicki       |
|      | Panewniki                                                                    | –          | –          | 1946-01-01 | 1951-03-31 | katowicki                         |
|      | Pawłów                                                                       | –          | –          | 1946-01-01 | 1951-03-31 | katowicki                         |
|      | Piekary Śląskie (do 1934 Wielkie Piekary; 1934–1935 Szarlej-Wielkie Piekary) | 1924-06-17 | 1939       | 1946-01-01 | 1946-12-31 | świętochłowicki / tarnogórski     |
|      | Piotrowice                                                                   | 1934-10-01 | 1939       | 1946-01-01 | 1951-03-31 | pszczyński / katowicki            |
|      | Pszów                                                                        | 1935-04-01 | 1939       | 1946-01-01 | 1954-11-12 | rybnicki                          |
|      | Radlin                                                                       | 1933-08-01 | 1939       | 1946-01-01 | 1954-11-12 | rybnicki                          |
|      | Radzionków                                                                   | 1924-06-17 | 1939       | 1946-01-01 | 1951-08-07 | tarnogórski                       |
|      | Rokitnica                                                                    | –          | –          | 1946-01-01 | 1951-03-31 | bytomski                          |
|      | Roździeń                                                                     | 1924-06-17 | 1930       | –          | –          | katowicki                         |
|      | Ruda                                                                         | 1924-06-17 | 1939       | 1946-01-01 | 1946-12-31 | świętochłowicki / katowicki       |
|      | Rydułtowy                                                                    | 1933-08-01 | 1939       | [ 50 ]     | –          | rybnicki                          |
|      | Siemianowice Śląskie (do 1927 Huta Laury-Siemianowice)                       | 1924-06-17 | 1932-06-22 | –          | –          | katowicki                         |
|      | Strzemieszyce                                                                | –          | –          | 1946-01-01 | 194?       | będziński                         |
|      | Strzemieszyce Wielkie                                                        | –          | –          | 1950-01-01 | 1954-11-12 | będziński                         |
|      | Szarlej                                                                      | 1924-06-17 | 1934-03-31 | –          | –          | świętochłowicki                   |
|      | Szopienice (1930–1934 Roździeń-Szopienice)                                   | 1924-06-17 | 1939       | 1946-01-01 | 1946-12-31 | katowicki                         |
|      | Świętochłowice                                                               | 1924-06-17 | 1939       | 1946-01-01 | 1946-12-31 | świętochłowicki                   |
|      | Tychy                                                                        | 1934-01-01 | 1939       | 1946-01-01 | 1950-12-31 | pszczyński                        |
|      | Ustroń                                                                       | 1924-06-17 | 1939       | 1949-07-01 | 1954-11-12 | cieszyński                        |
|      | Wełnowiec                                                                    | 1933-04-01 | 1939       | 1946-01-01 | 1951-03-31 | katowicki                         |
|      | Wirek (do 1948 Nowa Wieś)                                                    | 1924-06-17 | 1939       | 1946-01-01 | 1948-12-31 | katowicki                         |
|      | Załęże                                                                       | 1924-06-17 | 1924-10-14 | –          | –          | katowicki                         |

### Pozostałe województwa
Jednostki istniejące do wybuchu II wojny światowej w 1939 roku oraz w latach 1946–1954 (do reformy gminnej).
Nazwę gminy podlinkowano:
- do artykułu o gminie – 1) dla obszarów b. Królestwa Polskiego i Kresów Wschodnich 2) dla obszarów b. zaborów pruskiego i austriackiego jeżeli gmina otrzymała miejskie uprawnienia finansowe po 1 sierpnia 1934, czyli po reformie scaleniowej
- do artykułu o miejscowości – 1) dla niektórych gmin na obszarze b. Królestwa Polskiego, które – w przeciwieństwie do współczesności – za II RP składały się tylko z samej siedziby (Bolesławiec, Nowy Korczyn i Stopnica) 2) dla obszarów b. zaborów pruskiego i austriackiego jeżeli gmina otrzymała miejskie uprawnienia finansowe przed 1 sierpnia 1934, czyli przed reformą scaleniową (wyjątek stanowią gminy Kozłów, Narol Miasto, Oleszyce, Potok Złoty, Prokocim i Wola Duchacka, które przeszły przez reformę bez zmian terytorialnych, przez co podlinkowano je do artykułów o gminach)

| Herb | Gmina               | Od         | Do         | Od         | Do         | Woj.            | Powiat                |
| ---- | ------------------- | ---------- | ---------- | ---------- | ---------- | --------------- | --------------------- |
|      | Bolesławiec         | 1930-01-01 | 1939       | 1946-01-01 | 1954-09-28 | łódzkie         | wieluński             |
|      | Brwinów-Letnisko    | 1926-01-01 | 1939       | 1946-01-01 | 1949-12-31 | warszawskie     | błoński               |
|      | Falenica-Letnisko   | 1927-03-31 | 1939       | 1946-01-01 | 1951-05-14 | warszawskie     | warszawski            |
|      | Hajnówka            | 1930-04-01 | 1930-06-30 | –          | –          | białostockie    | bielski               |
|      | Hel                 | 1936-04-01 | 1939       | 1946-01-01 | 1954-09-28 | pomorskie       | morski                |
|      | Irena               | 1927-03-31 | 1939       | 1946-01-01 | 1954-09-28 | lubelskie       | puławski, garwoliński |
|      | Jabłonowo I         | 1935-10-01 | 1939       | 1946-01-01 | 1954-09-28 | pomorskie       | brodnicki             |
|      | Kamień Koszyrski    | 1927-01-01 | 1939       | – (ZSRR)   | –          | poleskie        | koszyrski             |
|      | Kobyłka             | 1928-10-01 | 1939       | 1946-01-01 | 1954-09-28 | warszawskie     | radzymiński           |
|      | Kozłów              | 1927-09-30 | 1939       | – (ZSRR)   | –          | tarnopolskie    | tarnopolski           |
|      | Legionowo           | 1930-05-19 | 1939       | 1946-01-01 | 1952-06-30 | warszawskie     | warszawski            |
|      | Łaskarzew-Osada     | 1930-01-01 | 1939       | 1946-01-01 | 1954-09-28 | lubelskie       | garwoliński           |
|      | Małe Tarpno         | 1927-09-30 | 1934-06-14 | –          | –          | pomorskie       | grudziądzki           |
|      | Mielnica            | 1930-04-01 | 1939       | – (ZSRR)   | –          | tarnopolskie    | borszczowski          |
|      | Milanówek-Letnisko  | 1926-01-01 | 1939       | 1946-01-01 | 1950-12-31 | warszawskie     | błoński               |
|      | Mołodeczno          | 1927-01-01 | 1939       | – (ZSRR)   | –          | wileńskie       | wilejski              |
|      | Narol Miasto        | 1930-07-01 | 1934-07-31 | –          | –          | lwowskie        | lubaczowski           |
|      | Nowe-Skalmierzyce   | 1926-01-01 | 1934-07-31 | –          | –          | poznańskie      | ostrowski             |
|      | Nowy Korczyn        | 1930-04-01 | 1939       | 1946-01-01 | 1954-09-28 | kieleckie       | stopnicki, buski      |
|      | Oleszyce            | 1932-04-01 | 1934-07-31 | –          | –          | lwowskie        | lubaczowski           |
|      | Piastów             | 1930-04-01 | 1939       | 1946-01-01 | 1952-06-30 | warszawskie     | warszawski            |
|      | Pionki              | 1931-10-01 | 1939       | 1946-01-01 | 1954-09-28 | kieleckie       | kozienicki            |
|      | Pławno              | 1927-01-01 | 1939       | 1946-01-01 | 1954-09-28 | łódzkie         | radomszczański        |
|      | Podkowa Leśna       | –          | –          | 1948-07-01 | 1954-09-28 | warszawskie     | grodziskomazowiecki   |
|      | Postawy             | 1927-01-01 | 1939       | – (ZSRR)   | –          | wileńskie       | postawski             |
|      | Potok Złoty         | 1930-04-01 | 1934-07-31 | – (ZSRR)   | –          | tarnopolskie    | buczacki              |
|      | Prokocim            | 1928-07-01 | 1934-07-31 | –          | –          | krakowskie      | krakowski             |
|      | Przecław            | 1927-04-01 | 1934-07-31 | –          | –          | krakowskie      | mielecki              |
|      | Rumia               | 1935-10-01 | 1939       | 1946-01-01 | 1954-09-28 | pomorskie       | morski                |
|      | Skępe               | 1932-10-01 | 1939       | 1946-01-01 | 1954-09-28 | pomorskie       | lipnowski             |
|      | Skolimów-Konstancin | 1927-01-01 | 1939       | 1946-01-01 | 1952-06-30 | warszawskie     | warszawski            |
|      | Skórcz              | 1929-04-01 | 1934-05-14 | –          | –          | pomorskie       | starogardzki          |
|      | Sołotwina           | 1930-01-01 | 1934-07-31 | – (ZSRR)   | –          | stanisławowskie | nadwórniański         |
|      | Stopnica            | 1939-04-01 | 1939       | 1946-01-01 | 1954-09-28 | kieleckie       | stopnicki             |
|      | Strzałkowo          | 1927-08-31 | 1934-07-31 | –          | –          | poznańskie      | wrzesiński            |
|      | Szczucin            | 1927-04-01 | 1934-07-31 | –          | –          | krakowskie      | dąbrowski             |
|      | Tarnogóra           | 1929-04-01 | 1939       | 1946-01-01 | 1954-09-28 | lubelskie       | krasnostawski         |
|      | Tłuste Miasto       | 1929-11-09 | 1934-03-31 | – (ZSRR)   | –          | tarnopolskie    | zaleszczycki          |
|      | Trzebinia           | 1929-10-01 | 1931-04-26 | –          | –          | krakowskie      | chrzanowski           |
|      | Urle                | 1930-07-01 | 1939       | 1946-01-01 | przed 1952 | warszawskie     | warszawski            |
|      | Wielkie Oczy        | 1928-10-01 | 1934-07-31 | –          | –          | lwowskie        | jaworowski            |
|      | Wola Duchacka       | 1932-07-01 | 1934-07-31 | –          | –          | krakowskie      | krakowski             |
|      | Zelów               | 1927-03-31 | 1939       | 1946-01-01 | 1954-09-28 | łódzkie         | łaski                 |
|      | Zembrzyce           | 1930-04-01 | 1934-07-31 | 1949-01-01 | 1954-09-28 | krakowskie      | wadowicki             |
|      | Zielonka            | –          | –          | 1948-01-01 | 1954-09-28 | warszawskie     | wołomiński            |
|      | Żmigród Nowy        | 1930-04-01 | 1934-07-31 | –          | –          | krakowskie      | jasielski             |